# Sundauggla
Sundauggla (Taenioptynx sylvaticus) är en fågel i familjen ugglor inom ordningen ugglefåglar.

## Utseende och läte
Sundaugglan är en liten brun uggla. Ovansidan är brun, undersidan vit med långa och breda rostbruna längsgående strimmor. Den visslande sången är varierande, med det vanligaste mönstret ett "doot doot-doot doot do-do-do" som upprepas var tionde till var 30:e sekund. Den hörs ofta dagtid och kan då misstas för en barbett.

## Utbredning och systematik
Fågeln förekommer i Stora Sundaöarna och delas in i två underarter med följande utbredning:
- Taenioptynx sylvaticus sylvaticus – Sumatra
- Taenioptynx sylvaticus borneensis – Borneo

Den behandlas traditionellt som en del av janusugglan, men urskiljs sedan 2020 som egen art av tongivande International Ornithological Congress (IOC), baserat på studier som framför allt visar på skillnader i läten.

### Släktestillhörighet
Arten placeras traditionellt i Glaucidium. Genetiska studier visar dock förvånande nog att dess nära släkting med nuvarande namnet janusuggla endast är avlägset släkt med sparvugglorna och står närmare arter som nordamerikanska kaktusugglan (Micrathene whitneyi) och sydamerikanska borstugglan (Xenoglaux loweryi). Författarna till studien rekommenderar att janusugglan (och implicit även sundaugglan) förs till egna släktet Taenioptynx. Tongivande International Ornithological Congress följer sedan januari 2021 dessa rekommendationer, och denna linje följs här. BirdLife Sverige har även justerat dess trivialnamn, från tidigare sundasparvuggla.

## Status och hot
Arten har ett stort utbredningsområde, men tros minska i antal, dock inte tillräckligt kraftigt för att den ska betraktas som hotad. Internationella naturvårdsunionen IUCN listar arten som livskraftig (LC).

## Namn
Arten kallades tidigare sundasparvuggla, men detta namn har nyligen justerats av BirdLife Sveriges taxonomikommitté efter studier som visar att dess nära släkting janusugglan (tidigare orientsparvuggla) inte står nära sparvugglorna.